# Muriša
Muriša je roman Ferija Lainščka; izšel je leta 2006 pri Študentski založbi v knjižni zbirki Beletrina. Leta 2007 je bil nagrajen z Delovo nagrado kresnik. 

## Vsebina
Muriša nadaljuje zgodbo romana Ločil bom peno od valov. Dogaja se v času druge svetovne vojne prav tako v Murski Soboti. Glavni junak Julian Spransky si zada nalogo maščevati se reki, ki je zaznamovala usodo njegovih staršev in seveda tudi njegovo. Tudi v tem romanu je ključna ljubezenska zgodba, in sicer med Julianom in Zinaido Kozlov, ki pa je nemogoča, saj se izkaže, da sta zaljubljenca brat in sestra. Poleg tega Muriša razkrije v prvem romanu nedorečeno usodo Elice in Ivana. Proti koncu stopi v ospredje dogajanja vojna, roman pa se konča z Julianovim poskusom samomora.  